# Radcliff (Kentucky)
Radcliff é uma cidade localizada no estado americano de Kentucky, no Condado de Hardin.

## Demografia
Segundo o censo americano de 2000, a sua população era de 21.961 habitantes.
Em 2006, foi estimada uma população de 21.652, um decréscimo de 309 (-1.4%).

## Geografia
De acordo com o United States Census Bureau tem uma área de
29,7 km², dos quais 29,7 km² cobertos por terra e 0,0 km² cobertos por água.

## Localidades na vizinhança
O diagrama seguinte representa as localidades num raio de 20 km ao redor de Radcliff.